# Obwód połocki
Obwód połocki (biał. Полацкая вобласць, Połackaja wobłasć, ros. По́лоцкая область, Połockaja obłast) – jednostka administracyjna w składzie Białoruskiej Socjalistycznej Republiki Radzieckiej, utworzona 20 września 1944 roku dekretem Prezydium Rady Najwyższej ZSRR z części obwodów witebskiego i wilejskiego, stając się zarazem jedynym obwodem obejmującym tereny zarówno z przedwojennej Polski jako i ZSRR. 8 stycznia 1954 roku dekretem Prezydium Rady Najwyższej ZSRR obwód został zlikwidowany, a rejony wchodzące w jego skład włączone do obwodów: witebskiego (6 rejonów) i mołodeczańskiego (9 rejonów).
Obwód składał się z 15 rejonów oświeskiego, brasławskiego, wietryńskiego, widzowskiego, głębockiego, dzisieńskiego, dokszyckiego, dryseńskiego, duniłowickiego, miorskiego, pliskiego, połockiego, rossońskiego, uszackiego, szarkowszczyńskiego.